# アーカンソー州立大学

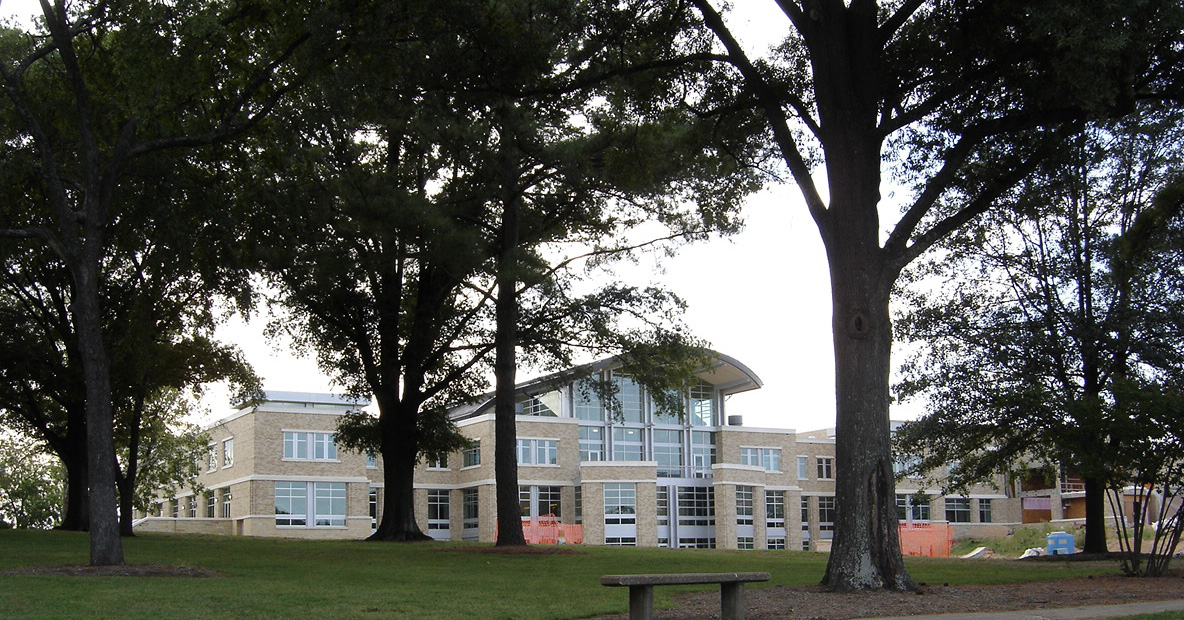
アーカーンソー州立大学Student Union

アーカンソー州立大学（アーカンソーしゅうりつだいがく、英: Arkansas State University）はアメリカ合衆国アーカンソー州ジョーンズボロに本部を置く州立の研究大学であり、アーカンソー州立大学システムの旗艦キャンパスである。同システムは州内では2番目に大きな規模を有する大学システムで、同大学の入学者数は州内2位である。2009年には創立から100年を迎えている。

## 沿革
同大学は1909年にFirst District Agricultural Schoolとして、アーカンソー州議会によって他の3つの農業学校とともに設立された。設立にあたり1909年、当時シェリダン市選出のアーカンソー州議会民主党議員で、バプテスト教会の宣教師だったロバート・グラバーが議案を発表した。
1918年から二年制のカレッジプログラムを始め、 1925年には First District Agricultural and Mechanical Collegeに改称する。 四年制の学位授与プログラムが始まったのは1930年からである。1933年にArkansas State Collegeに名称を変更する。その後1967年に、アーカンソー州立議会により、現在の名称であるアーカンソー州立大学へと改称されると同時に、カレッジから大学へと格上げされた。
入学基準の向上と大学寮が増加した結果、2014年の秋にはこれまでで最も学力水準の高い学生が入学し、同年の新入生のACTは23.9で、高校生の平均GPAは3.47だった（現在のACTは20-26、高校生の平均GPAは3.7）。これは州として三年連続の増加だった。さらに、同大学のHonors Collegeにおいては2009年から59%の成長率を記録した。 同大学は2016年現在、アーカンソー州で最大の図書館であるDean B. Ellis Libraryを有している。

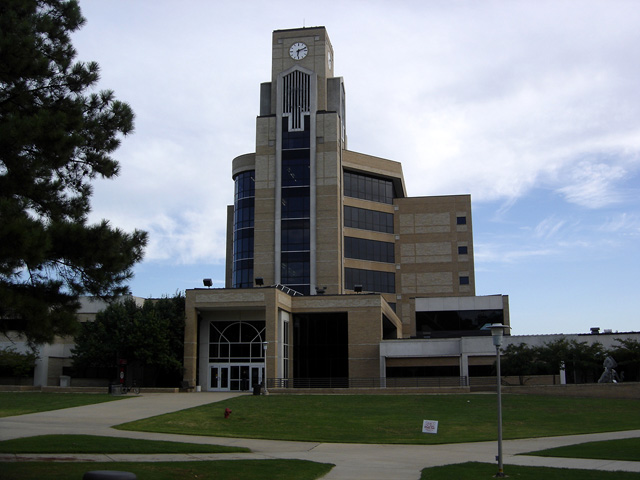
Dean B. Ellis Library

## キャンパス
- メインキャンパス：ジョーンズボロ
- パラグールドキャンパス：パラグールド（英語版）（2018年まで）
  - 同キャンパスはパラグールド地域空港（英語版）の近隣に位置し、閉店したウォルマートの店舗を改装して作られた。現在は建物の一部しか使用されていないが、近年の入学者増加に伴い教室が増設される可能性がある。同キャンパスは州内で最も成長しているキャンパスのひとつである。
- メキシコ・ケレタロキャンパス：ケレタロ州
  - 2016年現在、メキシコ・ケレタロ州にキャンパスを建築中である。

## 学位プログラム
| 世界大学ランキング |
| ------------------ |
| UniRank 1013位     |
| SCImago 1119位     |
| URAP 1645位        |

修士課程は1955年から開始され、1992年秋より教育リーダーシップの分野で同大学にとって初めての博士課程が設置された。1997年からは環境科学の分野で二つ目の博士課程が設置され、遺産学の博士課程プログラムは2001年の秋から開始された。2016年の秋にはニューヨーク工科大学メディカルスクールがアーカンソー州立大学メインキャンパス内のウィルソンホールに設置され、115名の学生が入学した。これは州内で二つ目のメディカルスクールとなる。同大学は、世界大学ランキングで1013位(UniRank 2024-2025)、 1119位（SCImago Rankings 2018）、1645位（URAP Rankings）にランクしている。
現在、卒業生の数は75,000人以上にのぼる。専門職学位レベル、修士号レベル、学士レベル、準学士レベルの各プログラムは以下のカレッジの分野において受講可能である：Agriculture and Technology, Business, Education, Engineering, Fine Arts, Humanities,Social Sciences, Media and Communication, Nursing,Health Professions, Sciences,Mathematics, University College. 

## ASUシステム

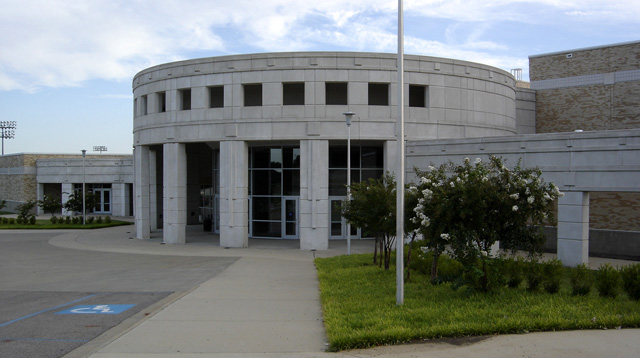
Fowler Centerは地域の芸術センターとしても機能している。

ASUシステムは博士課程までのプログラムを提供するジョーンズボロキャンパス（クレイグヘッド郡）と、準学士プログラムを提供するビービキャンパス（ホワイト郡）、マウンテンホームキャンパス（バクスター郡）、ニューポートキャンパス（ジャクソン郡）によって構成されている。またヒーバー・スプリングス、マークレッド・ツリー、サーシーにもキャンパスがある。アーカンソー州立大学ビービは1955年にASUシステムに組み込まれた。マウンテンホームキャンパスは1995年7月1日にアーカンソー州立大学マウンテンホームとして発足した。2001年7月1日にマークレッド・ツリーのDelta Technical InstituteがASUと合併したことにより、アーカンソー州立大学テクニカルセンターが発足した。2003年7月1日にはサーシーのFoothills Technical Instituteがアーカンソー州立大学ビービと合併し、キャンパス内にアーカンソー州立大学ビービ技術研究所が設立された。2016年現在で最も新しいキャンパスはアーカンソー州立大学ヒーバー・スプリングスで、同キャンパスはアーカンソー州立大学ビービの姉妹校として運営されている。
ASUはASUビービ、ASUマウンテンホームと、ブライズビル、フォレスト・シティ、ウェスト・メンフィスにおいて学士号プログラム、修士号プログラムおよびupper level courseをASU Degree Centerを通じて提供している。ブライズビル、フォレスト・シティ、ウェスト・メンフィスにおいては、ASUと各地域のコミュニティカレッジとのあいだでパートナーシップ協定が締結されている。
アーカンソー州立大学は過去20年間で急速に成長し、2016年現在、約14,000人がジョーンズボロキャンパスの学生として登録されており、ASUシステム全体では
21,000人以上が登録されている。

## メディア
アーカンソー州立大学のジャーナリズムプログラムは、2013年秋にThe college of Media and Communicationに改組された。同学部には学生主導の3つの放送局とNPR系列のラジオ局がある。また1921年に創刊されたThe Heraldという学生新聞があり、毎週約5000部が発行されている。ASUラジオテレビ局の番組であるASU-TVは、学生に実践的なテレビ放送を体験する機会を提供している。2013年の秋にインターネットベースで学生が運営するラジオ局、Red Wolf Radioが開設された。

## 対外関係
以下のアメリカ国外の大学と大学間協定を結んでおり、学生に文化交流、共同研究、海外でのインターンシップの機会を提供している。
- 中国
  - 安徽医科大学（英語版）
- ドミニカ共和国
  - ドミニカ国立大学
- スリランカ
  - ホライズン・キャンパス（英語版）
  - スリランカ情報技術研究所 (SLIIT)
- インドネシア
  - インドネシア情報研究所 (IKADO)
- マレーシア
  - INTI国際大学
  - クアラルンプール・メソジスト大学（英語版）
- ギリシャ
  - メトロポリタン大学
- 日本
  - 埼玉大学
- 韓国
  - 雄志税務大学校

## スポーツ
アーカーンソー州立大学はNCAA Division I Sun Belt Conferenceに参加しており、以前「インディアン」として知られていたスポーツチームは現在、「the Red Wolves」として知られている。
2012年、the Red Wolvesフットボールチームは2年連続でSun Belt地域のチャンピオンになり、レギュラーシーズンを9勝3敗で終えた。さらに2013年にもチャンピオンとなり、7勝5敗でシーズンを終えた。
アメリカ有数のラグビーの強豪校としても知られており、南アフリカやニュージーランドから多くの選手を受け入れている。 2012年、USA Rugby 7s National Championshipsを勝し、全米1位を記録。さらに2013年にもチャンピオンとなり、2年連続で全米1位を記録した。
2013年、 USA Rugby D-1A 15’s National ChampionshipではMid-South地域で優勝、プレーオフに進み全米決勝戦でBrigham Young Universityに敗れ、全米2位となった。その後2014年、2018年、2019年にも決勝トーナメントに進出している。

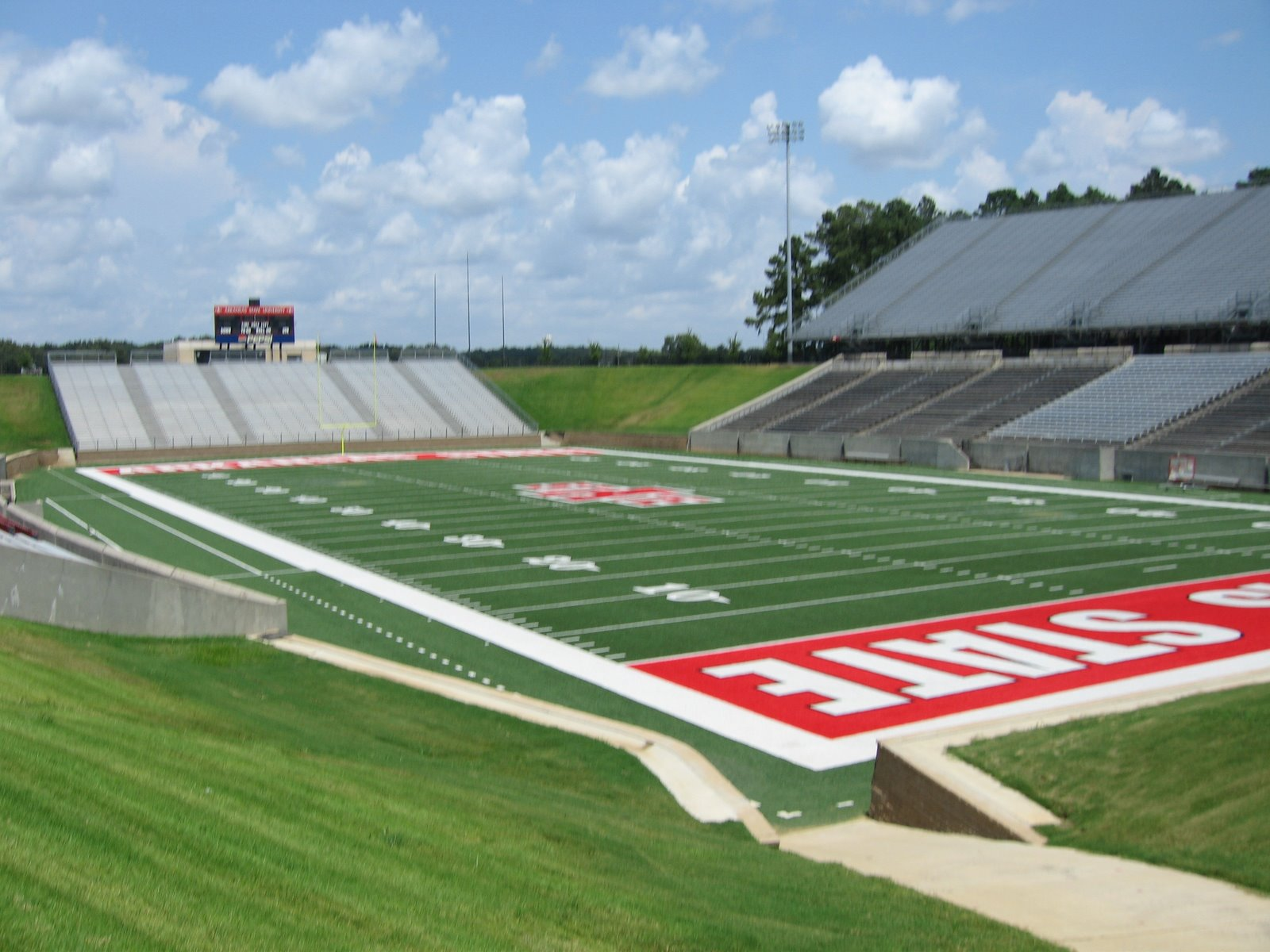
「インディアンスタジアム」として知られているCentennial Bank Stadium

## 学生生活
約15%の学生が25以上の学生組織のどれかに所属している。

### ソロリティ(女子学生組織)
- Alpha Gamma Delt 1948年
- Alpha Kappa Alpha 2009年
- Alpha Omicron Pi1949年
- Chi Omega 1961年
- Delta Sigma Theta (2006年に活動停止)
- Delta Zeta 1991年
- Kappa Delta 1968年
- Phi Mu (2007年に閉会)
- Sigma Gamma Rho
- Zeta Phi Beta
- Zeta Tau Alpha1968年

### フラタニティ(男子学生組織)
- Alpha Gamma Rho 1969年
- Alpha Phi Alpha 1973年
- Alpha Tau Omega 1968年
- lota Phi Theta
- Kappa Alpha Order 1967年
- Kappa Alpha Psi 1975年
- Kapa Sigma 2014
- Lambda Chi Alpha 1959年
- Phi Beta Sigma
- Phi Mu Alpha Sinfonia
- Phi Kappa Alpha 1948年
- Omega Psi Phi
- Sigma Chi 1987年
- Sigma Phi Epsilon（2001年に閉会）
- Sigma Pi1948年
- Tau Kappa Epsilon1949-2007年(2016年に再開[14])

## 著名な出身者

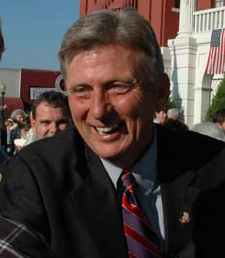
マイク・ビーブ第45代アーカンソー州知事

- ラリー・P・アーン - Hillsdale College学長[15]
- アドリアン・バンクス -プロバスケットボール選手
- マイク・ビーブ - 第45代アーカンソー州知事[16]
- アール・ベル - 棒高跳び選手・ロサンゼルスオリンピック銅メダリスト
- ロニー・D・ベントレー - パデュー大学教授[17]
- フレッド・バーネット - 元NFL選手[18]
- ダレン・ベンソン - 元NFL選手[19]
- ビル・バーギー - 元NFL選手[20]
- ジーン・ブラドリー - 元USFL選手[21]
- レイ・ブラウン（英語版） - 元NFL選手[22]
- ロジャー・バンパス - コメディアン・声優
- ロナルド R・カルドウェル - アーカンソー州上院議員[23]
- デイビー・カートナー - アーカンソー州議会下院議長・銀行家・弁護士[24]
- マウライス・カーソン - 元NFL選手・コーチ[25]
- アン・クレマー（英語版） - 元アーカンソー州下院議員・アーカンソー大学政治学部教授[26]
- リック・クラウフォード - 米国下院議員[27]
- ジョン・ディクソン - 元ABA選手[28]
- カルロス・エモンズ - NFL選手[29]
- パトリック・エディー - NBA選手[30]
- ジャック・ファイルズ - アーカンソー州上院議員[31]
- ブラッド・フランション - NJCAA監督[32]
- ジェレミー・ギラム - アーカンソー州下院議員 [33]
- マイケル・ジョン・グレイ (B.S. Marketing) - 民主党アーカーンソー州下院議員[34]
- マイケル・グレイ (Class of 1999, B.S. Accounting) - 共和党アーカーンソー州下院議員[35]
- ルロア・ハリス - NFL選手[36]
- ジェフ・ハートフィグ - 棒高跳び選手、元米国記録保持者[37]
- トーマス・ヒル（英語版） - 陸上選手・ミュンヘンオリンピック銅メダリスト[38]
- ロバート C・ヒンソン - アメリカ空軍中将[39]
- ベス・ホローウェイ - 言語聴覚士[40]
- V.E. ホワード - 聖職者 [41]
- ジョン・K・ハチソン - アーカンソー州下院議員
- バディー・ジュエル - カントリーミュージック歌手
- ブレイク・ジョンソン (Exercise Science) - アーカンソー州上院議員[42]
- デイビッド・ジョンソン（英語版） - NFL選手[43]
- タイレル・ジョンソン - NFL選手[44]
- ケン・ジョーンズ - NFL選手[45]
- アル・ジョイナー - 三段跳び選手・ロサンゼルスオリンピック金メダリスト
- クレオ・レモン - NFL選手[46]
- D・プライス・マーシャル - 連邦裁判官[47]
- ロン・ミークス - NFL・CFL選手[48]
- デニス・マイヤー - CFLコーチ[49]
- ジョシュ・ミラー - アーカンソー州下院議員[50]
- ジェリー・ムッケンシュトルム - NFL選手[51]
- デイビッド・ネイル - カントリーミュージック歌手[52]
- カイル・リチャードソン - NFL選手[53]
- ジェリー・ロック - 元ABA選手[54]
- アルバート・シェリー - NFL選手[55]
- ジョージ・K・シスラー - ベトナム戦争名誉勲章受賞者[56]
- エドワード・J・ステイメル - ルイジアナのビジネスロビイスト・コラムニスト[57]
- ダン・A・スミラン - 元バスケットボール選手・アーカンソー州下院議員[58]
- ケリー・シャトル - オリンピック陸上選手
- チャーリー・ソーントン - マイアミ大学やテュレーン大学などで大学内のスポーツ責任者を務めた。[59]
- デビー・ターナー - 1990年のミス・アメリカ
- デイブ・ウォーレス (Class of 1970) - アーカンソー州下院議員[60]
- コーリー・ウィリアムズ - NFL選手[61]
- ミラー・ウィリアムズ - 詩人[62]

## 特筆すべき人物
- カレン・ホッパー - 共和党員で、2015年までアーカンソー州下院議員だった。現在、アーカンソー州立大学マウンテンホームで研究・特別プロジェクト・遠隔教育担当副学長を務めている。